# Margarete Mauthner

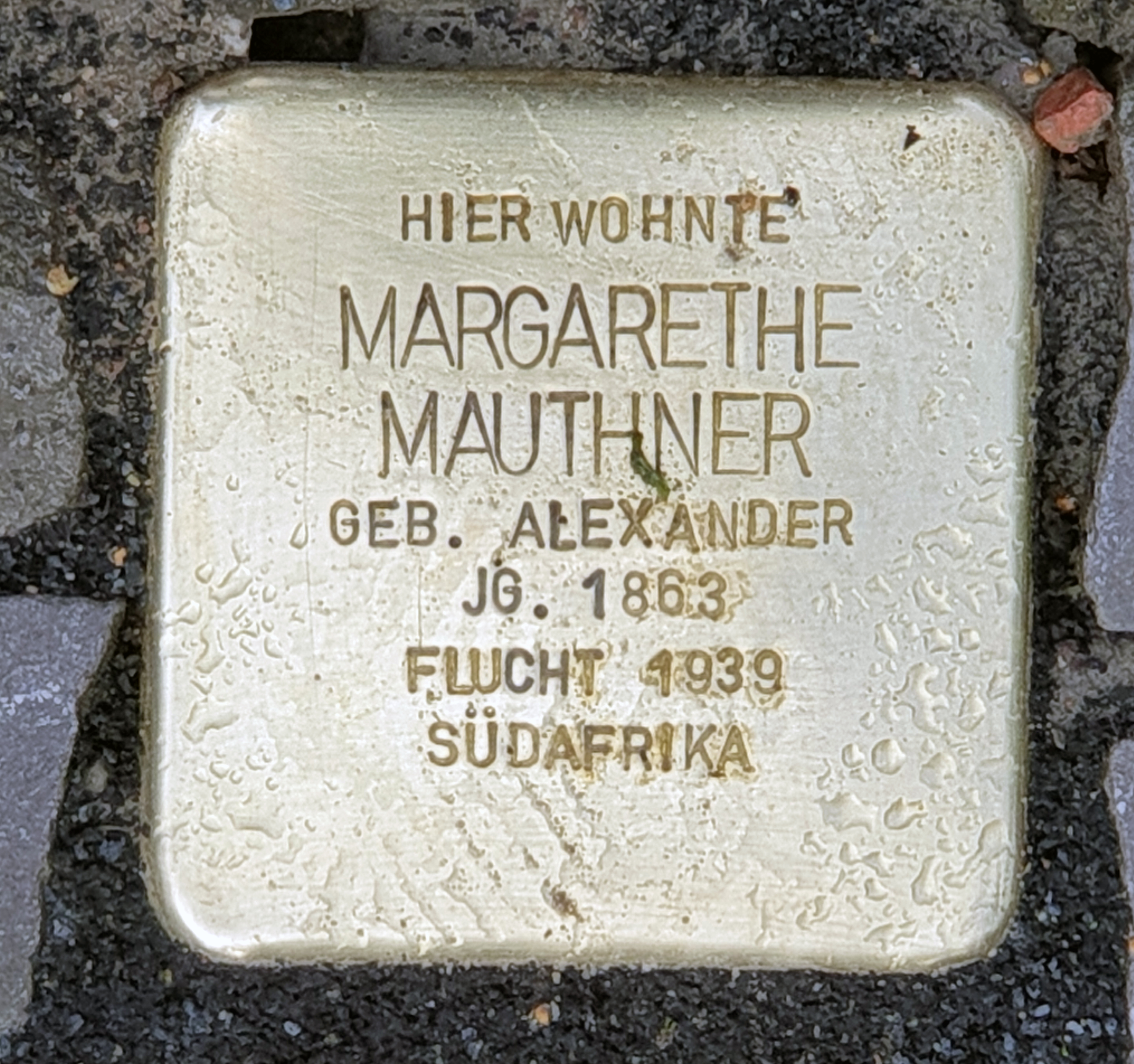
Stolperstein am Haus, Im Dol 42, in Berlin-Dahlem

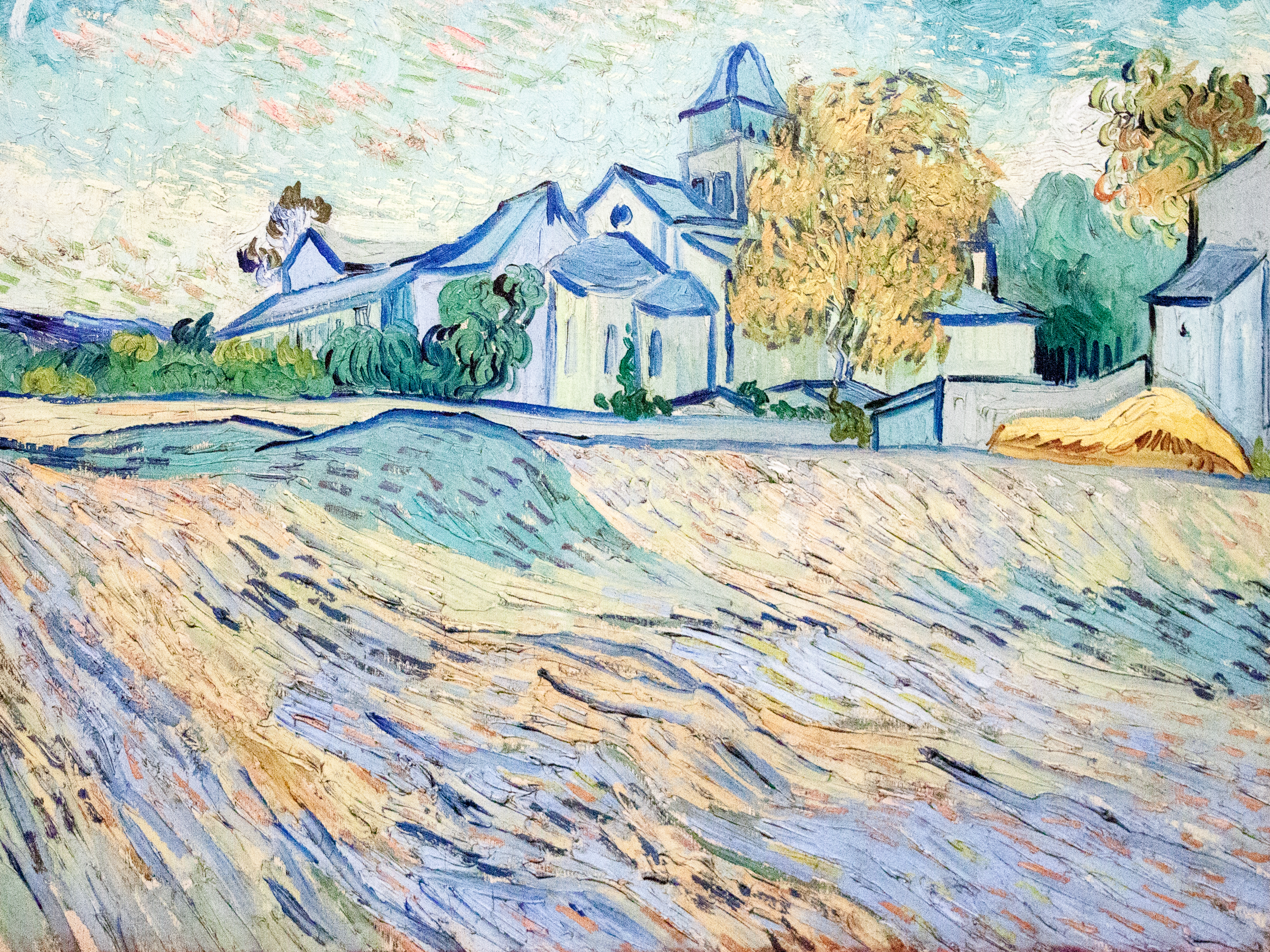
van Goghs Kapelle von Saint Remy war Bestandteil von Mauthners Sammlung

Margarete Mauthner (geboren am 7. Juli 1863 in Berlin als Margarete Alexander; gestorben am 24. April 1947 in Johannesburg) war eine deutsche Kunstsammlerin, Mäzenin, Übersetzerin und Autorin. Ihre Werke erschienen im Verlag von Bruno Cassirer.

## Leben
Aus einer großbürgerlichen Familie stammend, wurde sie zunächst von einer Gouvernante, dann in einer höheren Töchterschule erzogen. Aus ihrer ersten Ehe ging eine 1946 verstorbene Tochter hervor. Nach dem Scheitern der Ehe kam sie durch ihren Bruder mit Münchner Künstlerkreisen in Kontakt. In zweiter Ehe heiratete sie den fünf Jahre jüngeren Edmund Mauthner (1868–1909) und begann mit dem Aufbau einer Kunstsammlung. Ihre Schwerpunkte waren die Impressionisten, Jugendstil und die Sezessionisten. Sie betätigte sich nun auch als Übersetzerin
von Monografien, die im Verlag Cassirer erschienen und von Artikeln für Karl Schefflers Kunstzeitschrift Kunst und Künstler. 1917 verfasste sie die zweibändige Autobiografie Rückblick, in der sie anhand ihres Lebensweges die Entwicklungen des 19. Jahrhunderts (Märzrevolution, Reichsgründung, Gründerzeit, Krise, Aufstieg des jüdischen Bürgertums) nachzeichnete.
Die Familie Alexander/Mauthner lebte in der Matthäikirchstraße 1 in einem 1840 errichteten Haus, das im Zweiten Weltkrieg zerstört wurde und heute Standort der Philharmonie ist. Robert Musil nannte das Gebäude Das verzauberte Haus. Das vom Musil-Biographen Karl Corino wiederentdeckte Rückblick-Manuskript Mauthners wurde 2004 unter dem Titel Das verzauberte Haus veröffentlicht. Es beschreibt die Verflechtungen zwischen Mauthner, ihrem Bruder, ihrer Kusine, Paul Cassirer (wie sein Bruder Bruno ein Verleger) und Musil. Das verzauberte Haus spielt auch bei Musil (Die Versuchung der stillen Veronika, Die Schwärmer) eine bedeutende Rolle und war auch der Titel eines Musil-Werks von 1908.
In der Zeit des Nationalsozialismus ermöglichte sie durch finanzielle Unterstützung die Flucht von Familienmitgliedern in die Emigration und wanderte nach den Novemberpogromen von 1938 nach Südafrika aus, wo sie 1947 verstarb.
Mauthner trug wesentlich dazu bei, die Kunst von Vincent van Gogh in Deutschland bekannt zu machen und übersetzte seine Briefe. Sie unterstützte eine Reihe von Künstlern, mit denen sie persönlich bekannt war, darunter Lovis Corinth, Henry van de Velde und Erich Hancke. Ihre Leihgaben zu Ausstellungen trugen dazu bei, der modernen Kunst in Deutschland zum Durchbruch zu verhelfen.
Mauthners Lebensstil gab Ressentiments über Salonjüdinnen und Hysterikerinnen Nahrung, ihr Leben war vom Aufbrechen von Geschlechterklischees, wie auch deren Bestätigung – wenn sie Bilder für ihre Sammlung auswählte, sich diese aber von ihrem Mann schenken ließ – geprägt.
Zu den seit 1904 entstandenen Übersetzungen Mauthners gehört Die artige Kunst sich Feinde zu machen des anglo-amerikanischen Malers James McNeill Whistler, das von dem Beleidigungsprozess gegen den Kunstkritiker John Ruskin handelt, der die heutigen Ansichten zu übler Nachrede und (Un-)Freiheiten der (Kunst)kritik wesentlich geprägt hat.
Am 8. Oktober 2022 wurde vor ihrem ehemaligen Wohnort, Berlin-Dahlem, Im Dol 42, ein Stolperstein verlegt.

## Restitutionsklagen und Verlustmeldung in der Lost Art-Datenbank
Mauthners Erben strengten vergeblich Restitutionsprozesse zu zwei Bildern von van Gogh an. Das Gemälde Blick auf das Hospiz und die Kapelle von Saint-Remy war 1963 von Elizabeth Taylors Vater erworben worden. Die 2005 erfolgte Klage wegen Raubkunstverdacht wurde abgewiesen, da nicht geklärt werden konnte, ob Mauthner das Bild noch 1933 besaß. Nach dem Tod von Elisabeth Taylor wurde das Gemälde 2012 in London für 12,2 Millionen Euro versteigert. Eine Klage wegen der Zeichnung Ansicht von Les Saintes-Maries-de-la-Mer kostete den Schweizer Staat 1,4 Millionen, was wegen der grundsätzlichen Bedeutung als sinnvolle Investition bewertet wurde. Die Zeichnung befindet sich in der dem Bundesamt für Kultur unterstellten Sammlung Oskar Reinhart «Am Römerholz». Da die Zeichnung bereits 1933 von Mauthner für einen marktüblichen Preis verkauft wurde, konnte ein verfolgungsbedingter Verkauf nicht nachgewiesen werden. Das Bild Holländische Dorfstrasse Zandvoort von Max Liebermann, das 2005 von Hampel Fine Art Auctions im Rahmen der Versteigerung der Liebermann Werke aus dem Besitz Hans-Georg Kargs angeboten wurde, führt die Provenienz Mauthners auf. Seit 2009 wird es im Art Loss Register als Verlust Margarethe Mauthners vom Holocaust Claims Processing Office aufgeführt.

## Schriften
- Rückblick. 1917, 2 Bände, unveröffentlicht
- Das verzauberte Haus. Hrsg. und mit einem Nachwort von Karl Corino. Mit einem Vorwort der Urenkel von Margarete Mauthner. Transit, Berlin 2004, ISBN 978-3-88747-197-2.[8]

### Als Übersetzerin
- Briefe, Vincent van Gogh, Berlin, Cassirer, 1906, 144 S., 8. Auflage 1920
- Die artige Kunst sich Feinde zu machen mit einigen unterhaltenden Beispielen, wie ich die Ernsthaften dieser Erde zuerst mit Vorbedacht zur Raserei und dann in ihrem falschen Rechtsbewusstsein zu Unanständigkeit und Torheit gebracht habe, James McNeill Whistler
  - Berlin, Cassirer, 1909, 284 S.
  - Leipzig, Weimar, Kiepenheuer, 1984
  - Hanau/Main, Müller, 1984, 255 S., ISBN 3-7833-6402-7
  - Amsterdam (= Fundus Bücher 140), Dresden, Verlag der Kunst 1996, ISBN 90-5705-020-X, 288 S.
- Volpone, Ben Jonson, Initialen, Titelblatt und Deckel von Aubrey Beardsley, W. Drugulin, Leipzig, Berlin, Bruno Cassirer, 1910, Frontispiz, 163 S., Heliogravuren
- Der Sturz des Sejanus. Volpone oder der Fuchs. Der Bartholomäusmarkt, Ben Jonson, Berlin, Cassirer, 1912, 406 S.
- Édouard Manet: Erinnerungen, Antonin Proust, Veröff. von A. Barthélemy. Berlin, Bruno Cassirer, 1917, 133 S., 24 Abbildungen, 2. Auflage 1928
- Die Frau Konnetable (La Connestable), Honoré de Balzac, Lithographien von Lovis Corinth, Berlin, Bruno Cassirer, 1922, 22 S.
- Degas: Ambroise Vollard, Berlin, B. Cassirer, 1925, 111 S., 32 Lichtdrucktafeln
- Vom Blockhaus zum Wolkenkratzer: Eine Studie über amerikanische Architektur und Zivilisation (Sticks and Stones), Lewis Mumford, Berlin, Bruno Cassirer, 1925, 292 S., 25 Abbildungen